# Banasa grisea
Banasa grisea är en insektsart som beskrevs av Ruckes 1957. Banasa grisea ingår i släktet Banasa och familjen bärfisar. Inga underarter finns listade i Catalogue of Life.